# Kombu

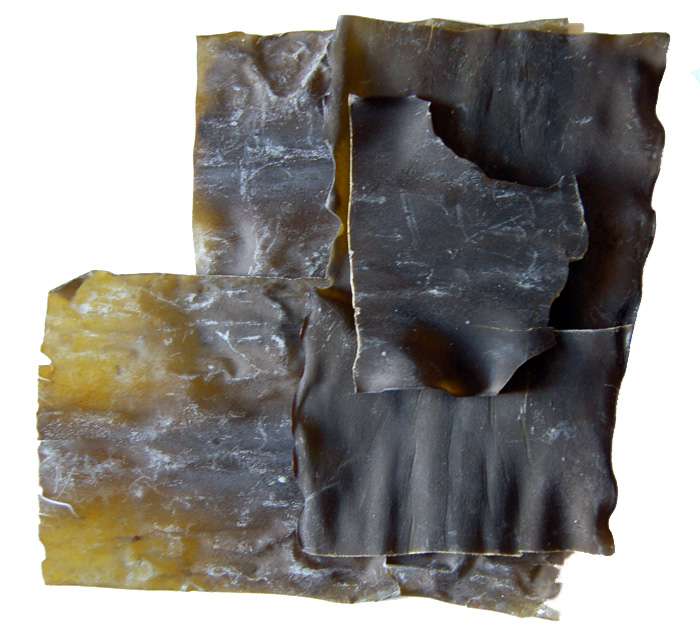
Kombu khô

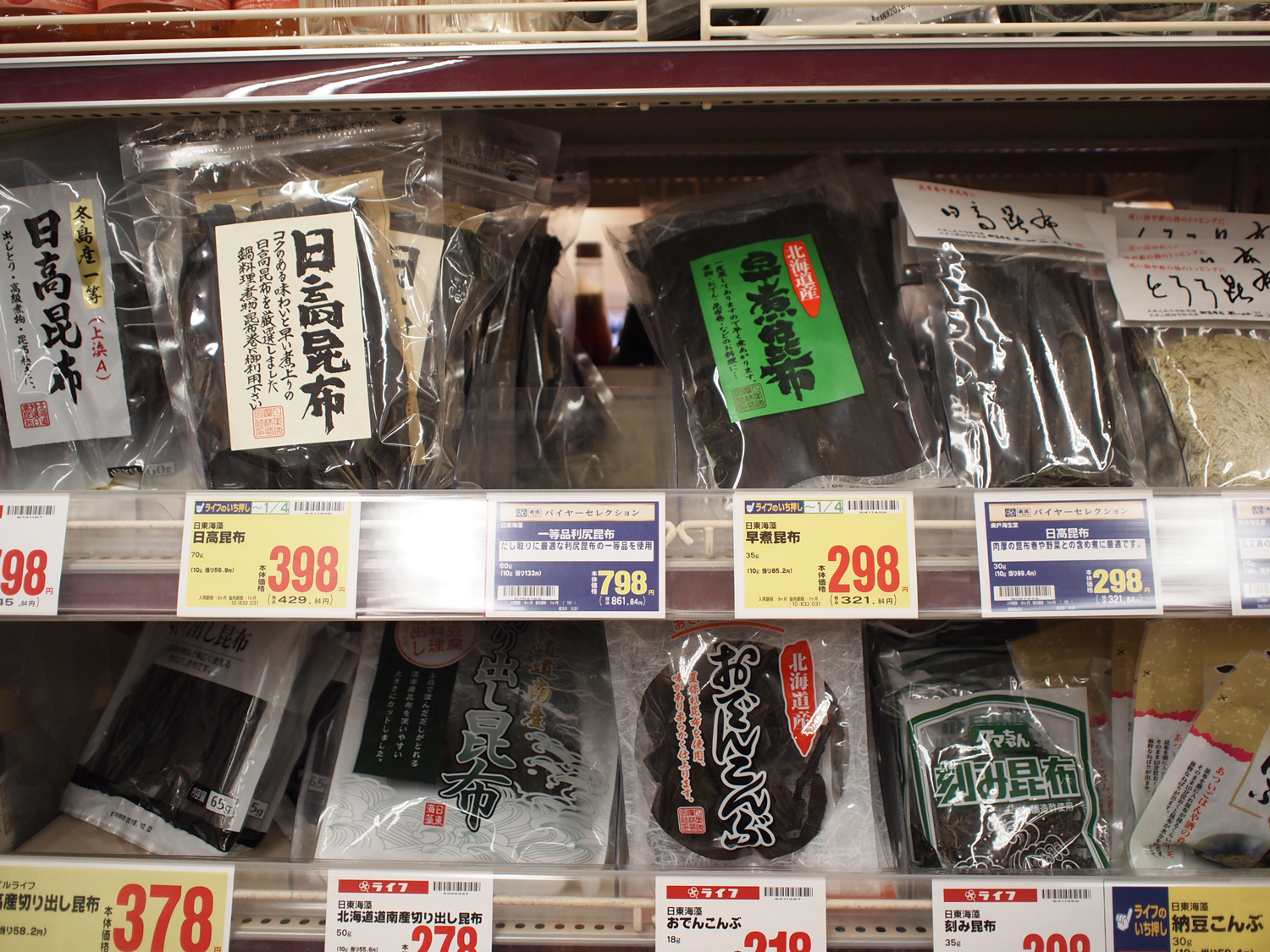
Kombu khô được bán trong một siêu thị Nhật Bản

Kombu (từ tiếng Nhật: 昆布, đã Latinh hoá: konbu) là tảo bẹ ăn được chủ yếu từ họ Laminariaceae và được ăn rộng rãi ở Đông Á. Nó cũng có thể được gọi là dasima (tiếng Hàn Quốc: 다시마) hoặc haidai (Giản thể: 海带; Phồn thể: 海帶; Bính âm: Hǎidài; Hán-Việt: hải đai).

## Loài nổi bật
Có khoảng mười tám loài ăn được ở Laminariaceae và hầu hết trong số chúng, nhưng không phải tất cả, được gọi là kombu. Một cách khó hiểu, các loài thuộc họ Laminariaceae có nhiều tên trong sinh học và trong khoa học nghề cá. Trong danh sách sau đây, các từ đồng nghĩa khoa học nghề cá nằm trong ngoặc đơn và tên tiếng Nhật theo chúng.
- Saccarina japonica (Laminaria japonica), Ma-kombu [ja]  -
- Saccarina japonica var. religiosa (Laminaria religiosa), Hosome-kombu [ja]  -
- Saccarina japonica var. diabolica (Laminaria diabolica), Oni-kombu [ja]  -
- Saccarina japonica var. ochotensis (Laminaria ochotensis), Rishiri-kombu [ja]  - thường được sử dụng cho các món súp
- Saccarina latissima (Laminaria saccharina), Karafuto-kombu - Nó có chứa mannitol và được coi là ngọt hơn.
- Saccarina angustata (Laminaria angustata), Mitsuishi-kombu [ja]  - thường được sử dụng trong việc tạo ra dashi
- Saccarina longissima (Laminaria longissima), Naga-kombu [ja]  -
- Saccarina coriacea (Laminaria coriacea), Gaggara-kombu [ja]  -
- Saccarina sculpera (Kjellmaniella sculpera), Gagome-kombu [ja]  -
- Saccarina longipedalis (Laminaria longipedalis), Enaga-kombu -
- Saccarina gyrata (Kjellmaniella gyrata), tororo-kombu [ja]  -
- Saccario cichorioides (Laminaria cichorioides), Chijimi-kombu -
- Arthrothamnus bifidus, nekoashi-kombu [ja]  -

## Từ nguyên
Kombu là một từ mượn từ tiếng Nhật.
Trong tiếng Nhật cổ, rong biển ăn được gọi chung là "me" (xem wakame, arame) và kanji như "軍布" (quân bố), hay 海藻 (hải tảo) hoặc "和布" (hòa bố) được áp dụng để phiên âm từ này. Đặc biệt, kombu được gọi là hirome (từ hiroi, rộng) hoặc ebisume (từ ebisu). Sau đó, tên konfu và kofu lần lượt xuất hiện trong hai ấn bản của Iroha Jirui Shō trong thế kỷ thứ 12 - thế kỷ 13.
Nhiều thuyết khác nhau đã được tuyên bố về nguồn gốc của tên gọi kombu, với hai thuyết chính chi phối hiện nay.
Một là nó có nguồn gốc từ On'yomi (cách đọc tiếng Trung-Nhật) của tên gọi tiếng Trung 昆布 (kūnbù, côn bố). Bản thân chữ Hán đã có thể được nhìn thấy trong Chánh Thương viện văn thư (正倉院文書, thế kỷ 8) và Tục Nhật Bản kỷ (続日本紀, 797) ở Nhật Bản, và truy vết ngược lại tới Trung Quốc đầu thế kỷ 3 trong sách Ngô Phổ bản thảo (khoảng năm 239). Lý Thời Trân đã viết như sau trong Bản thảo cương mục (1596):
.... Ngô Phổ bản thảo viết "綸布 (gūanbù / quan bố), tên khác 昆布 (kūnbù / côn bố)." Sau đó, những thứ gì được nên trong Nhĩ Nhã là "(thứ được phát âm là) 綸 giống 綸. Nó là côn bố ở Biển Đông".  Phát âm của 綸 (quan, luân) là 關 (quan), meaning cord made by blue thread, and got corrupted to 昆 (kūn).— Lí Thời Trân, Bản thảo cương mục

Một khả năng khác để giải thích sự liên kết phát sinh vì các mô tả về kūnbù trong các tài liệu của Trung Quốc là mơ hồ và không nhất quán, và không thể xác định thuật ngữ nào có thể áp dụng cho rong biển. Chẳng hạn, Chen Cangqi (681-757) lưu ý: "kūnbù được sản xuất ở Biển Đông, lá của nó giống như một bàn tay và kích thước giống như một cây cỏ bạc và một cây sậy, có màu đỏ tím, phần mỏng của lá là rong biển ",  tương tự như wakame, arame, Kurome hoặc kajime (Ecklonia cava). Khó khăn là, ít nhất là trong thời gian đó, kombu không được sản xuất ở phương Đông cũng như ở Biển Đông. Hơn nữa, theo Zhang Yxi, Li Shizhen đã phân loại kūnbù và haidai (viết tắt của kombu trong tiếng Trung) là những điều khác nhau,  và sự phân loại này vẫn tiếp tục ở Trung Quốc ngày nay.
Khả năng xuất xứ thứ hai là từ có nguồn gốc từ kompu, viết tắt của kombu trong ngôn ngữ Ainu.  Kompu trong Ainu khá giống với gūanbù hoặc kūnbù trong tiếng Trung, và có thể suy đoán rằng cái này là một từ mượn từ cái kia.

## Lịch sử
"Qūan giống 綸 (ren, dây hoặc dây). Đây là ở Biển Hoa Đông. "  từ Erya (thế kỷ thứ 3 trước Công nguyên) và" Ganbù, bí danh kūnbù "từ Wupu Bencao (thế kỷ thứ 3). Tao Hongjing (456 bóng536) lưu ý kūnbù có thể ăn được.  Tuy nhiên, như đã đề cập trước đó, kūnbù không thể được xác định bằng kombu. Zhang Yuxi đã đề cập đến haidai trong cuốn sách Jiayou buzhu Shen Nong bencao (補 註 神農 本草; 1060).
Mặc dù khó tìm thấy bằng chứng khảo cổ về rong biển vì dễ phân hủy, nhưng một số thực vật của rong biển wakame được tìm thấy trong một số tàn tích của Thời kỳ Jōmon  dẫn đến giả thuyết rằng kombu cũng bị ăn vào thời điểm đó. Đối với các tài liệu còn sót lại, các chữ cái 軍 布 (Trong cách đọc tiếng Trung-Nhật 軍 là súng / kun; 布 là fu / pu / bu) xuất hiện trong Man'yōshū và các dải gỗ từ Fujiwara-kyō, và có thể đã chỉ ra kombu. Báo cáo của Shoku Nihongi (797): năm 797 Suga no Komahiru  của Emishi (người Ainu hoặc Tohoku) nói rằng họ đã cung cấp kombu, được trồng ở đó, như một sự tôn vinh cho tòa án Yamato mỗi năm mà không thất bại. Engishiki (927) cũng báo cáo rằng kombu đã được cung cấp bởi Mutsu.
Trong thời Muromachi, một kỹ thuật sấy khô mới được phát triển cho phép kombu được lưu trữ trong hơn một vài ngày, và nó đã trở thành một xuất khẩu quan trọng từ khu vực Tohoku.    Vào thời Edo, khi Hokkaidoaidō bị chiếm đóng và các tuyến vận chuyển được tổ chức, việc sử dụng kombu trở nên phổ biến trên khắp Nhật Bản. Các món ăn truyền thống của Okinawa dựa chủ yếu vào kombu như một phần của chế độ ăn kiêng; thực hành này bắt đầu trong thời Edo. Okinawa sử dụng nhiều kombu cho mỗi hộ gia đình hơn bất kỳ quận nào khác. Vào thế kỷ 20, một cách để nuôi dưỡng kombu đã được phát hiện và nó trở nên rẻ và sẵn có.
Năm 1867, từ "kombu" xuất hiện lần đầu tiên trong một ấn phẩm tiếng Anh, Từ điển tiếng Nhật và tiếng Anh của James Curtis Hepburn.
Từ những năm 1960, kombu khô đã được xuất khẩu từ Nhật Bản sang nhiều nước. Nó có sẵn ban đầu tại châu Á, và đặc biệt là Nhật Bản, các cửa hàng thực phẩm và nhà hàng, và có thể được tìm thấy trong các siêu thị, cửa hàng thực phẩm sức khỏe và các nhà cung cấp không chuyên biệt khác.

## Nấu nướng

### Nhật Bản
Kombu được bán khô (dashi konbu) hoặc ngâm trong giấm (su konbu) hoặc dưới dạng một mảnh vụn khô (oboro konbu, tororo konbu hoặc shiraga konbu). Nó cũng có thể được ăn tươi trong sashimi.
Kombu được sử dụng rộng rãi trong các món ăn Nhật Bản là một trong ba thành phần chính cần thiết để làm dashi, một món súp. Konbu dashi được làm bằng cách cho cả kombu khô hoặc bột nguyên chất vào nước lạnh và đun nóng đến gần sôi. Kombu mềm thường được ăn sau khi nấu hoặc được cắt lát và được sử dụng để làm tsukudani, một món ăn được ninh nhừ trong nước tương và mirin.
Kombu có thể được ngâm với hương vị chua ngọt, cắt thành các dải nhỏ khoảng 5 hoặc 6   cm dài và 2   cm rộng. Chúng thường được ăn như một bữa ăn nhẹ với trà xanh. Nó thường được bao gồm khi nấu đậu, chính thức để thêm chất dinh dưỡng và cải thiện khả năng tiêu hóa của chúng.
Konbu-cha hoặc Kobu-cha 昆布茶) là một loại trà được làm bằng cách truyền kombu vào nước nóng. Cái mà người Mỹ gọi là kombucha được gọi là "kocha kinoko" tại Nhật Bản.

Kombu cũng được sử dụng để chuẩn bị một gia vị cho gạo được làm thành sushi.

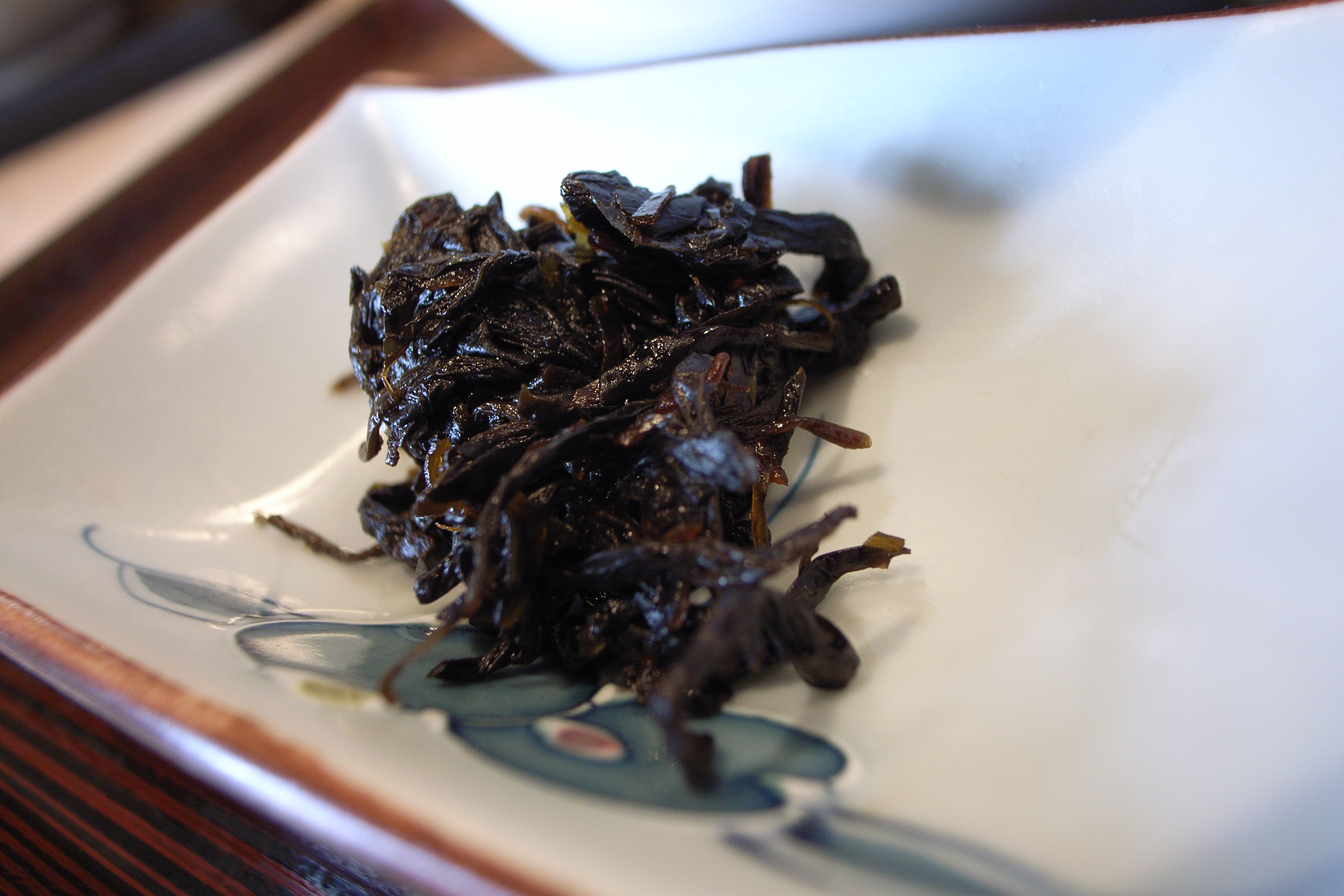
Một món tsukudani làm từ kombu
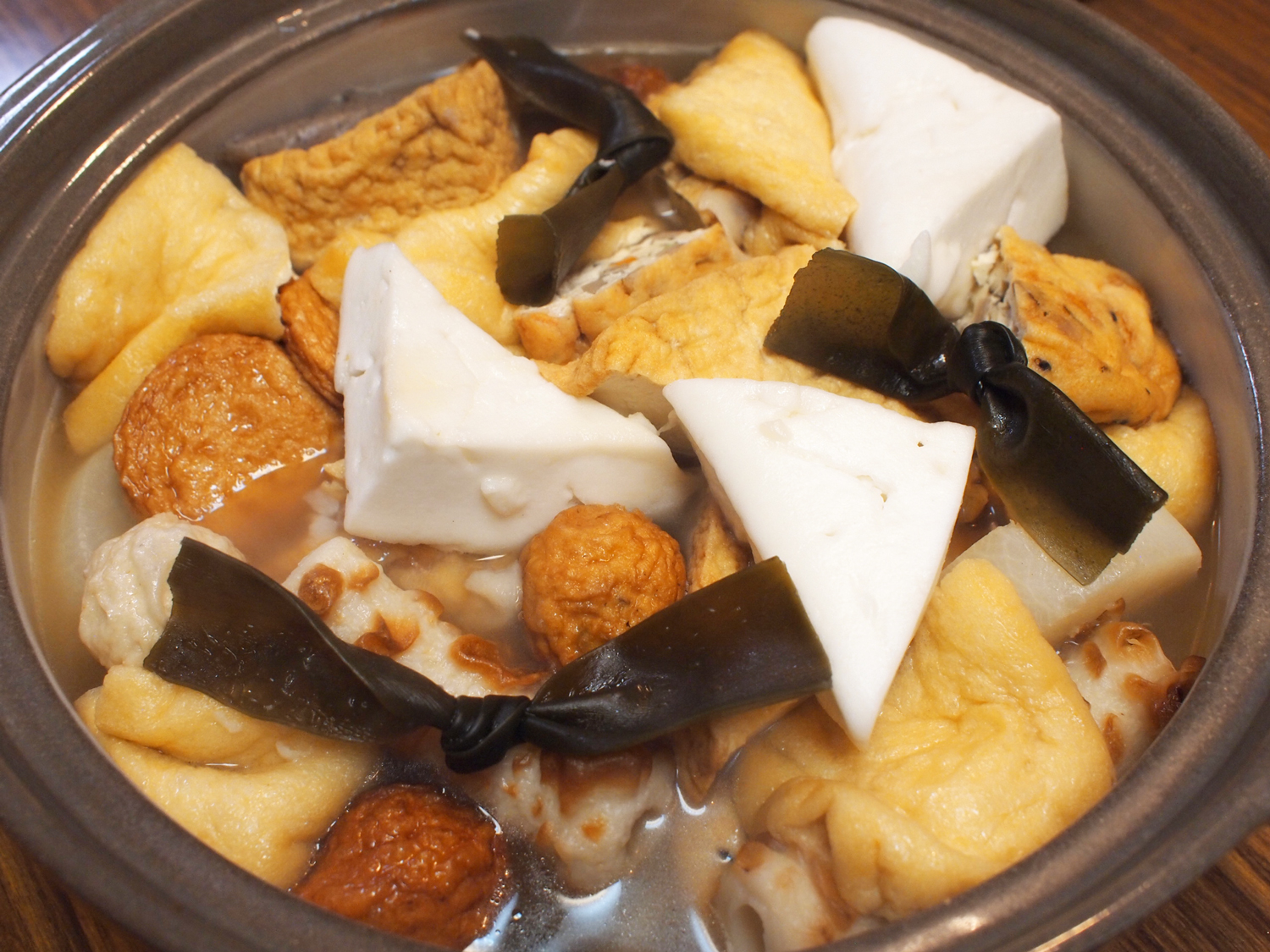
Kombu trong Oden
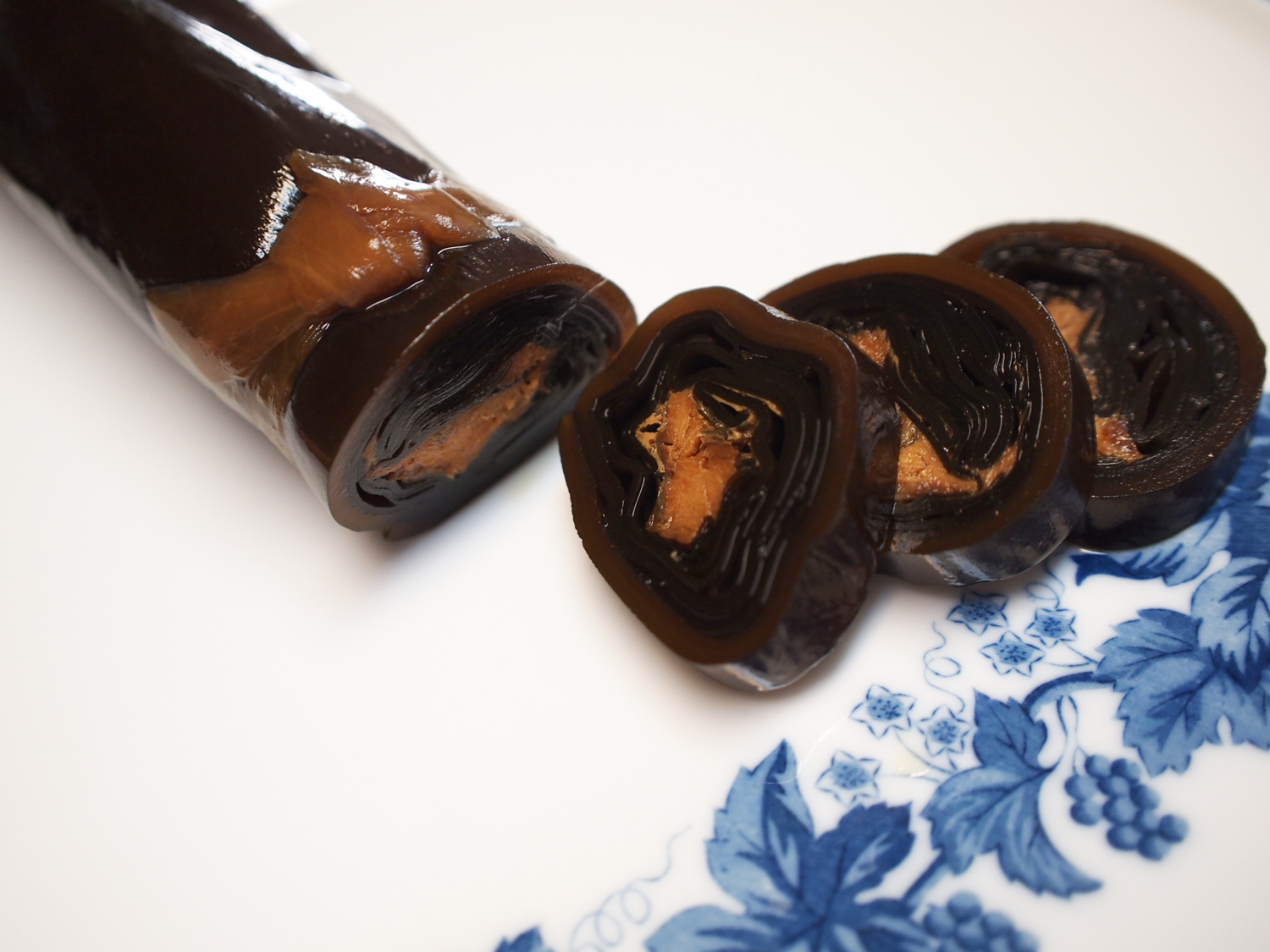
Kobumaki (cuộn kombu). Thông thường có cá như cá trích bên trong.
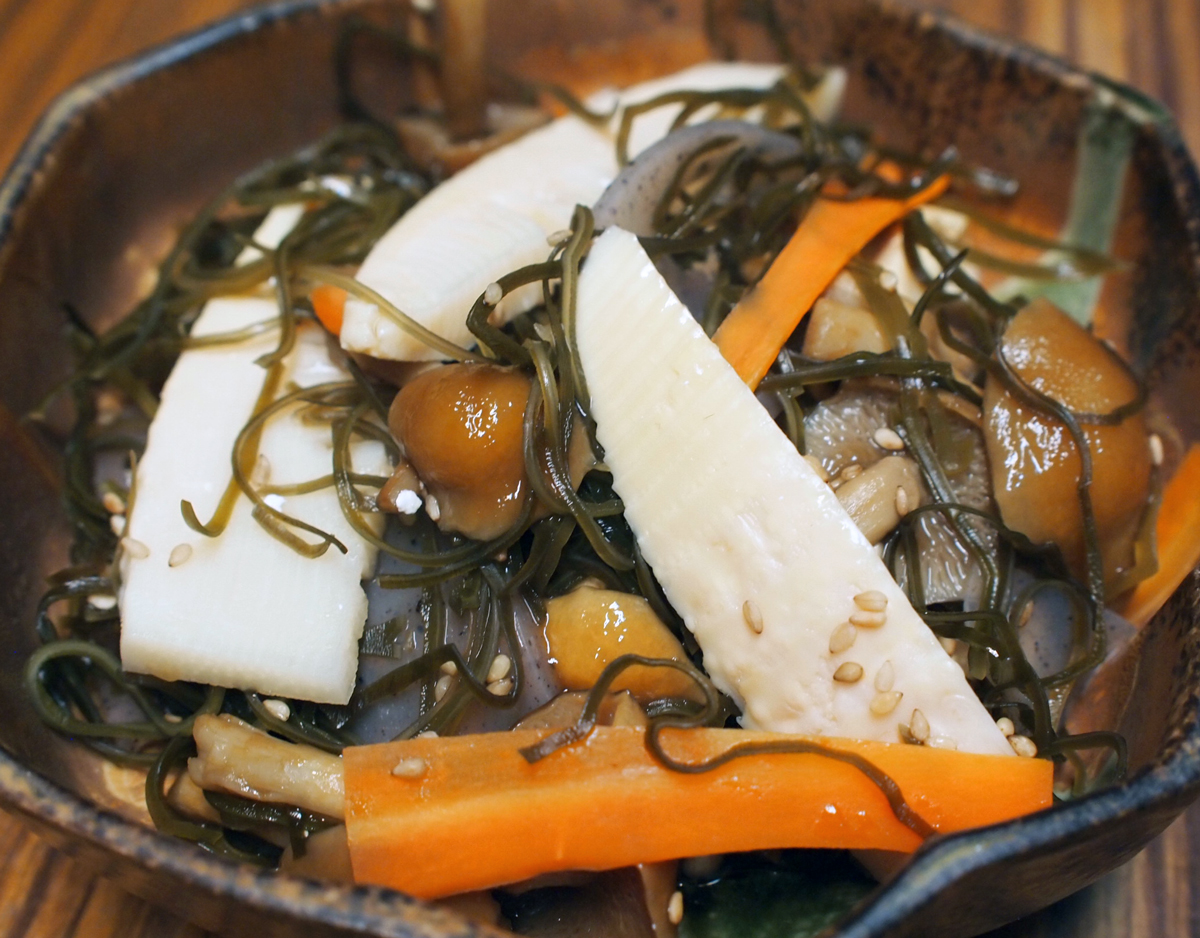
Nimono với kombu.

## Dinh dưỡng và ảnh hưởng sức khỏe
Kombu là một nguồn axit glutamic tốt, một loại amino acid chịu trách nhiệm cho umami (từ tiếng Nhật được sử dụng cho một hương vị cơ bản được xác định vào năm 1908). Một số thực phẩm ngoài kombu cung cấp axit glutamic hoặc glutamate.
Kombu chứa hàm lượng iod cực cao. Trong khi khoáng chất này rất cần thiết cho sự tăng trưởng và phát triển bình thường, mức độ trong kombu có thể gây ra quá liều; người ta đã đổ lỗi cho các vấn đề về tuyến giáp sau khi uống một lượng lớn sữa đậu nành trong đó kombu là một chất phụ gia.
Nó cũng là một nguồn chất xơ. Tảo bao gồm kombu cũng chứa toàn bộ họ  các enzyme khó hiểu phá vỡ các loại đường phức tạp thường khó tiêu hóa ở ruột người (do đó gây ra khí), bao gồm cả alpha-galactosidase và beta-galactosidase được nghiên cứu kỹ lưỡng.

## Nhiên liệu sinh học
Vi khuẩn E. coli bị thao túng có thể tiêu hóa kombu thành ethanol, làm cho nó trở thành một nguồn nhiên liệu sinh học hàng hải có thể.

## Liên kết ngoại
- Bách khoa toàn thư rong biển Kombu Lưu trữ ngày 22 tháng 10 năm 2016 tại Wayback Machine